# Kobresia schoenoides
Kobresia schoenoides är en halvgräsart som först beskrevs av Carl Anton von Meyer, och fick sitt nu gällande namn av Ernst Gottlieb von Steudel. Kobresia schoenoides ingår i släktet sävstarrar, och familjen halvgräs. Inga underarter finns listade i Catalogue of Life.